# SN 2004hx
SN 2004hx – supernowa typu II odkryta 24 września 2004 roku w galaktyce A024112-0052. W momencie odkrycia miała maksymalną jasność 17,20m.